# 牧野秀紀
牧野 秀紀（まきの ひでき、1月27日 - ）は、日本の男性声優。千葉県出身。かつては賢プロダクションに所属していた。

## 人物
『劇団Galassia』主宰。2019年6月よりBleuCiel所属。

## 出演

### テレビアニメ
- こてんこてんこ（2006年、村人B[1]、観客A[2]）

### OVA
- 蒼き雷霆 ガンヴォルト（2017年、ロメオ[3]）

### ゲーム
時期不明
- エアカレ（武井光樹）
- おきらくシリーズ
- ナインティナイン・ナイツ オンライン
- 薔薇ノ木ニ薔薇ノ花咲ク

2000年代
- 幻想水滸伝IV（2004年、トラヴィス）
- エンド ウォー（2009年）

2010年代
- アルカナ・ファミリア コレツィオーネ!（2012年、エリオ）
- NOISE―voice of snow―（2011年、セラヴィス）
- 越えざるは紅い花〜大河は未来を紡ぐ〜（2014年、エスタ）
- 蒼き雷霆 ガンヴォルト（2014年、敵幹部）
- 罪喰い～千の呪い、千の祈り～（2016年、百夜）
- 白き鋼鉄のX THE OUT OF GUNVOLT（2019年）

2020年代
- ブラスターマスター ゼロ トリロジー メタファイトクロニクル（2021年、ケンウッド）
- 蒼き雷霆 ガンヴォルト 鎖環（2022年、皇神幹部 / ロメオ）
- 幻日のヨハネ -BLAZE in the DEEPBLUE-（2023年）
- 九魂の久遠（2024年）
- カルドアンシェル（2024年、ロメオ）

### ナレーション
- 淡路映画祭オープニングムービー
- ラジオ日本　光球遊CM
- smartfixシリーズ商品CM

### ドラマCD
- 白き鋼鉄のX THE OUT OF GUNVOLT イソラ 全力アイドルロード（2020年、マネージャー）